# Carrosserie Gangloff (Colmar)
Carrosserie Gangloff in Colmar (Elsass, Frankreich) ist ein ehemaliges, schweizerisch-französisches Unternehmen zur Herstellung von Sonderkarosserien für Luxusautos. Es wurde als weitgehend unabhängige Tochtergesellschaft der Carrosserie Georges Gangloff mit Hauptsitz in Genf und später in Bern gegründet und danach von zwei Betriebsleitern gekauft und selbständig weitergeführt. Mit dem Niedergang der französischen Luxusautos und insbesondere von Bugatti nach 1945 brach der Markt für Gangloff weg. Das Unternehmen baute danach für kurze Zeit Karosserien für Busse, ehe der Betrieb eingestellt wurde. Das Stammhaus in der Schweiz ist heute ein Karosserie-Reparaturbetrieb mit Lackierabteilung und stellt Luftseilbahn-Kabinen, Eisenbahn-Rollmaterial und Anhänger für Nutzfahrzeuge her.

## Unternehmensgeschichte

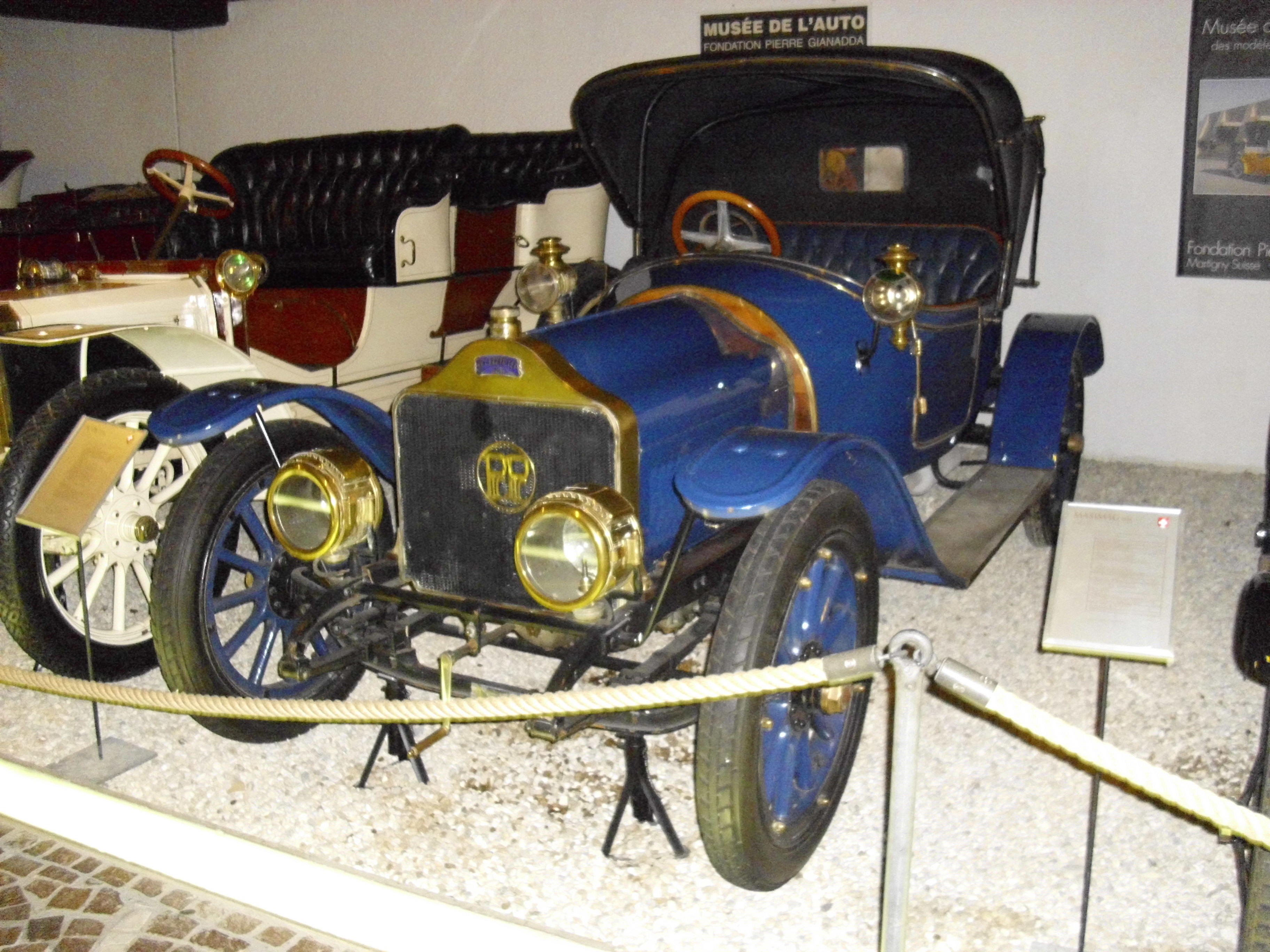
Pic-Pic mit Spyder-Karosserie von Georges Gangloff (1912)

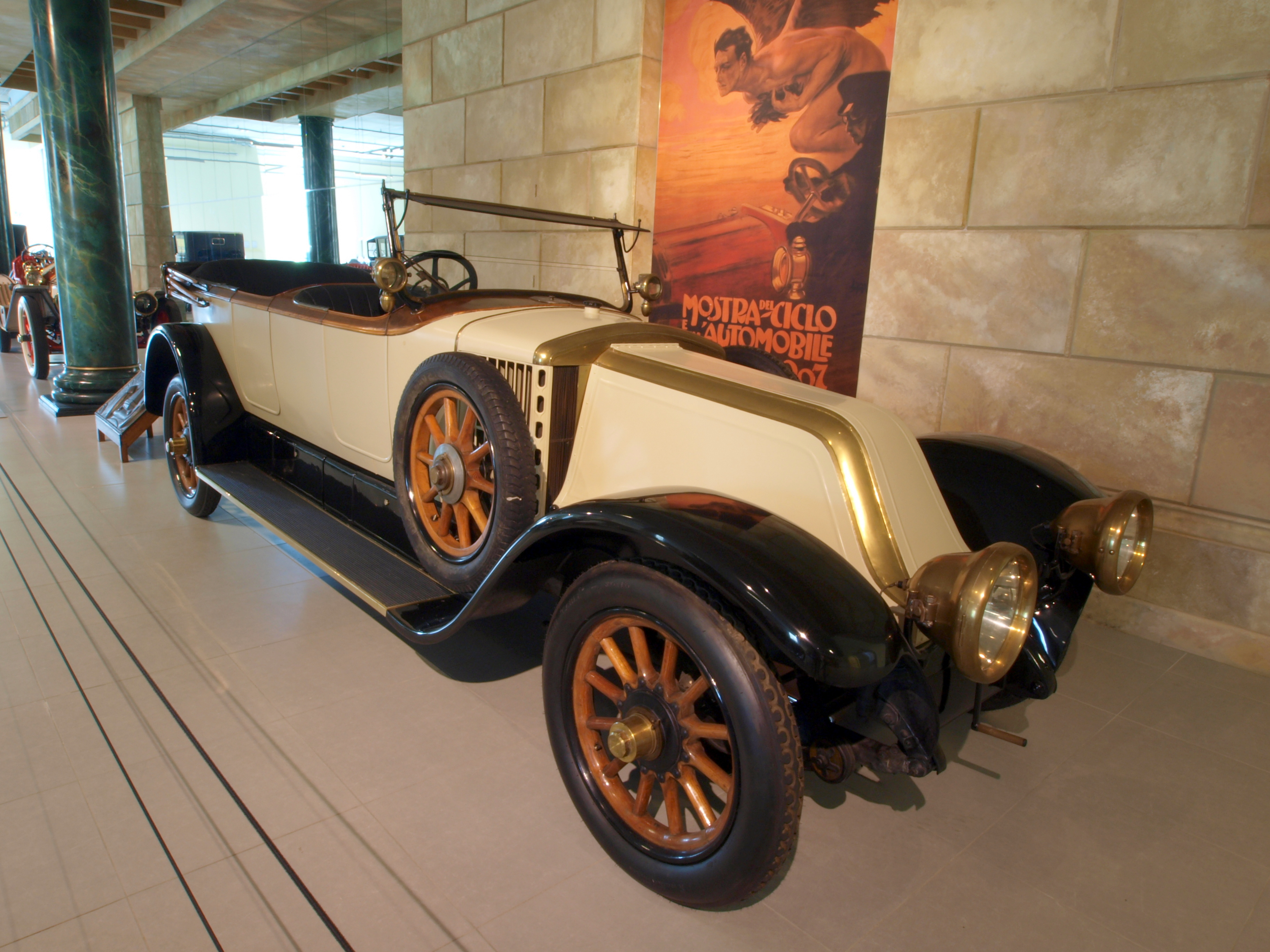
Luxuswagen Renault 40 CV Type JP mit 9,1 Liter Sechszylindermotor, von Wiederkehr als Phaeton karossiert.

Carrosserie Georges Gangloff ging 1903 aus dem 1878 gegründeten Kutschenbauunternehmen der Brüder Georges und John Gangloff in Genf hervor. Die Brüder trennten sich, Georges führte das Unternehmen als Georges Gangloff SA alleine weiter und bezog bald größere Räumlichkeiten im Genfer Quartier Sécheron. Johns J. Gangloff & Cie. in Lausanne wurde bereits 1912 von einem Konkurrenten übernommen und verschwand.
Der Betrieb in Colmar wurde 1919 mit dem Ziel aufgenommen, näher am für das Unternehmen wichtigen französischen Markt für Sonderaufbauten zu operieren und gleichzeitig die hohen Einfuhrzölle nach Frankreich zu umgehen. Georges Gangloff war gut im Geschäft mit französischen Kunden, die seine Skiffs auf Pic-Pic-Fahrgestellen schätzten. Zunächst wurden Lokalitäten vom Karosseriebauer Wiederkehr an der Rue Stanislas gemietet; es folgte eine Beteiligung an diesem traditionsreichen Kutschen- und Karosseriebaubetrieb und 1930 im Zuge einer Nachfolgeregelung die komplette Übernahme. Das Mutterhaus, mittlerweile mit Hauptsitz in Bern, entsandte zwei seit 1927 für das Unternehmen tätige Mitarbeiter, Gottlieb Moor und Paul Horlacher, welche den Betrieb als weitgehend unabhängige Ko-Geschäftsführer leiteten.
1936 kam es infolge widriger Umstände und der schlechten Wirtschaftslage zum Konkurs des Mutterhauses in der Schweiz. Während ein Teil in Genf von leitenden Mitarbeitern übernommen und als Carrosserie de Sécheron weitergeführt wurde, mussten alle verbliebenen Niederlassungen verkauft werden. Der Zürcher Sitz (vormals Carrosserie C. & R. Geissberger) ging an die Carrosserie Langenthal AG in Langenthal (Kanton Bern). Aus dem früheren Hauptsitz in Bern entstand die von Dr. R. von Muralt geleitete Neue Carrosserie Gangloff AG, die sich auf die Herstellung von Seilbahnkabinen und Rollmaterial für Schmalspurbahnen verlegte und ein bekannter Anbieter von Omnibus-Aufbauten wurde.
In Colmar konnten Moor und Horlacher den Betrieb mit Hilfe des Sattlermeisters Dürr übernehmen. Es ist denkbar, dass sie dabei auch von der Familie Bugatti unterstützt wurden; das Auftragsvolumen aus Molsheim stieg danach jedenfalls markant an.

## Innovationen

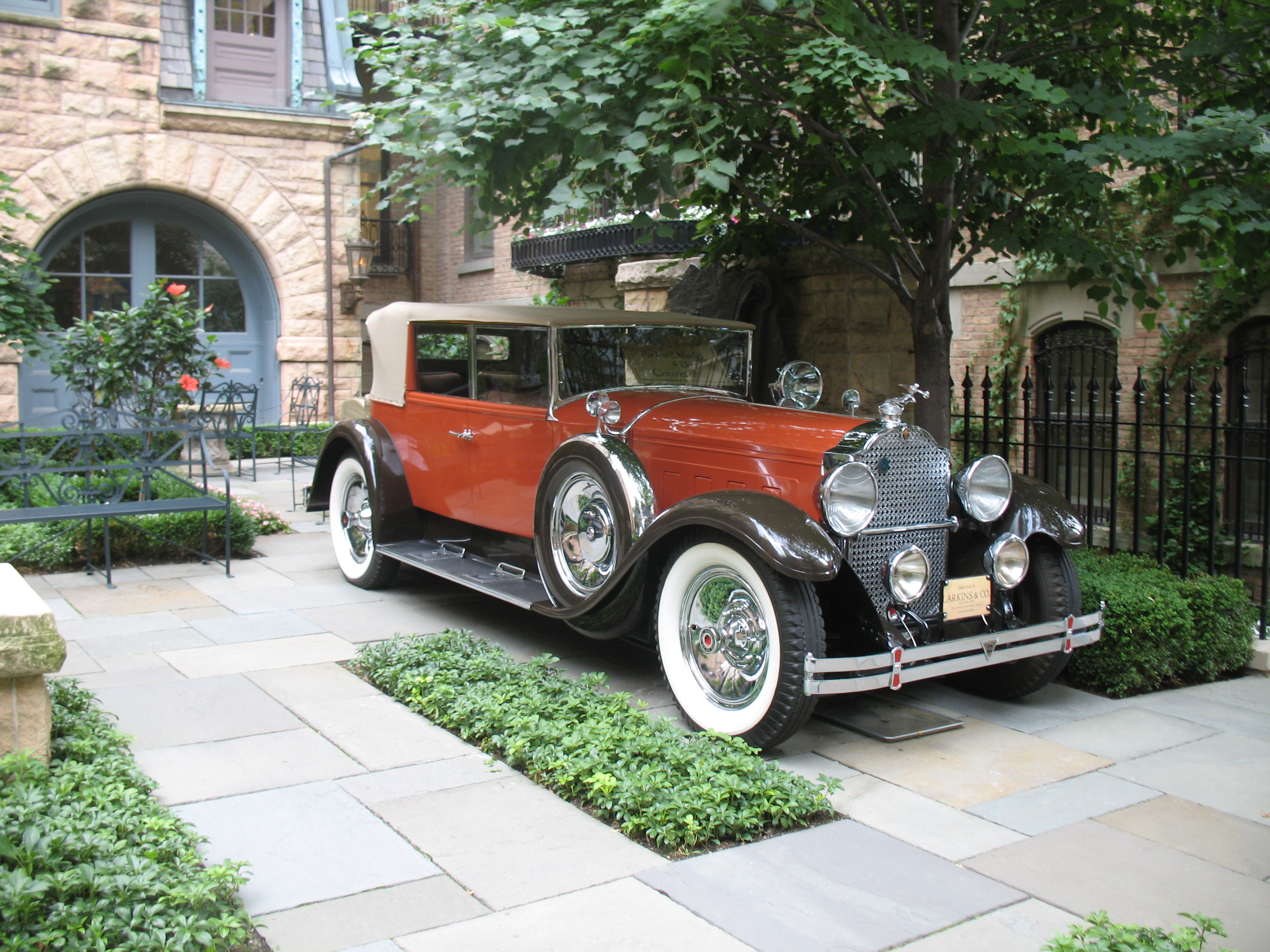
Packard 640 Deluxe Eight 4 Door Convertible von Larkins mit Clear Vision Türsystem (1929)

In den späten 1910er Jahren entwickelte Georges Gangloff ein Scharniersystem, das bei Viertürern schlankere Dachsäulen erlaubte. Dieses System wurde auch bei Gangloff in Colmar verwendet und in Lizenz an weitere Karosseriebauer abgegeben. Der US-amerikanische Designer Frank Spring (1893–1959) lernte es in Europa kennen und brachte es mit in die USA. Als er Chefdesigner beim renommierten Karosseriebauer Walter M. Murphy Company in Pasadena (Kalifornien) wurde, erwarb sein Arbeitgeber eine Lizenz und entwickelte es weiter zum Clear vision System. Es wurde – etwas übertrieben – behauptet, dass eine Clear-Vision-A-Säule schmaler sei als der Abstand der Augen des Fahrers voneinander und dass die Säule daher gar nicht wahrgenommen werde. Zweifellos war sie aber ein Fortschritt gegenüber den üblicherweise wuchtigen Säulen und ließ auch eine elegantere Formgebung mit einem leichter wirkenden Dach zu.

## Enge Verbindung zu Bugatti

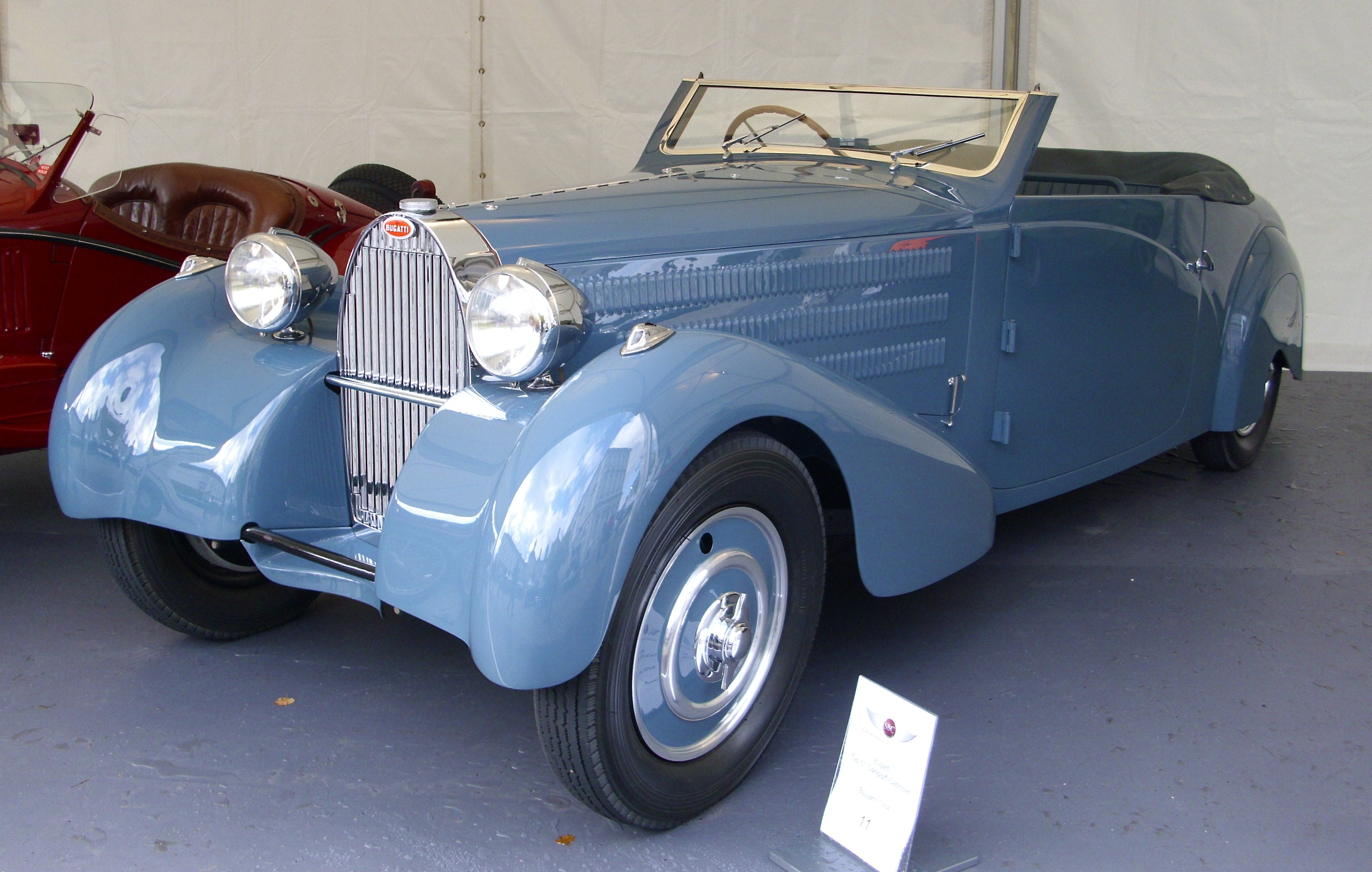
Frühes Bugatti Type 57 Cabriolet Stelvio von Gangloff (1934)

Moor und Horlacher verstanden es, sehr gute Kontakte zu Bugatti im nur 55 km entfernten Molsheim (Elsass) zu knüpfen. Zum Patron Ettore Bugatti und dessen Sohn und Chefdesigner Jean entstand ein freundschaftliches Verhältnis. Dies und vor allem die hohe Qualität führte dazu, dass einerseits Gangloff der mit Abstand größte Karosserielieferant für Bugatti wurde und dieses Unternehmen andererseits ebenso klar Gangloffs bedeutendster Kunde war. Zu den besten Zeiten entstanden jeden Monat fünf Karosserien allein für diese Marke.
Bugatti unterhielt zwar seit 1923 resp. 1927 oder 1928 eine eigene Karosserieabteilung, doch diese war chronisch ausgelastet. Die Anlieferung der nackten Fahrgestelle nach Colmar erfolgte auf eigener Achse (mit primitiver Sitzgelegenheit) durch Bugatti-Angestellte, unter ihnen auch den Grand-Prix-Rennfahrer René Dreyfus, der diese Überführungen als Fahrtraining betrachtete. Die Entwürfe für die "Werkskarosserien" von Bugatti (jene Versionen, die im Verkaufskatalog aufgeführt wurden) stammten von Jean Bugatti und wurden mit wenigen Ausnahmen ähnlich auch in der hauseigenen Karosseriebauabteilung hergestellt.
Gangloff unterhielt ein eigenes Zeichnungsbüro, das zuletzt von Lucien Schlatter (1920–?) geleitet wurde. Dieser hatte mit 14 Jahren bei Gangloff als Zeichner- und Designer-Lehrling angefangen und blieb dem Unternehmen bis zu seiner Pensionierung treu.
Trotz der engen und freundschaftlichen Bindungen zu Bugatti karossierte Gangloff auch andere Fahrgestelle. Viele waren dies allerdings nicht, weil die Bestellungen aus Molsheim dafür wenig Kapazitäten übrig ließen. So entstand auch eine Abhängigkeit des Unternehmens von Bugatti. Dass deswegen jedoch Druck auf Gangloff ausgeübt worden wäre, ist nicht bekannt. Weil andererseits Gangloffs Verbindung zu Bugatti natürlich bekannt war, kam es nur gelegentlich zu Anfragen anderer Autohersteller für Ausstellungs- und Demonstrationsfahrzeuge. Bekannt ist ein Mathis Emyhuit Type FOHL Achtzylinder, der 1933 eine Cabriolet-Karosserie von Gangloff erhielt.

### Type 30
Der Bugatti Type 30 ist der Urahn der sportlichen Reihenachtzylindermodelle. Gangloff karossierte mindestens einen Type 30, ein kurzes, zweisitziges Cabriolet mit schräg gestellter, fester Frontscheibe und angedeutetem Stummelheck. Das Fahrzeug ist erhalten.

### Type 49
Der Type 49 war die letzte Entwicklungsstufe der Baureihe, die mit dem Type 30 begonnen hatte. Er hatte einen 3257 cm³ großen Reihenachtzylindermotor, der aus zwei Blöcken mit je 4 Zylindern bestand, eine obenliegende Nockenwelle, Königswellenantrieb und er war auch mit Kompressor erhältlich. Eine solche Version karossierte Gangloff als eher elegantes denn sportliches Cabriolet.

### Type 50
Der Bugatti Type 50 mit der Fahrgestellnummer 50139 erhielt 1932 eine Cabriolet-Karosserie von Gangloff. Der Zweisitzer mit „Schwiegermuttersitz“ weist einige Detaillösungen (etwa das sich leicht verjüngende Heck) auf, die an den ersten Type 41 (den "Esders-Roadster") erinnern. Das kann, muss aber nicht, darauf hindeuten, dass diese Gangloff-Karosserie von Jean Bugatti gezeichnet wurde.

### Type 55
Der Bugatti Type 55 entstand bereits weitgehend unter der Verantwortung von Jean Bugatti, der dazu auch hinreißende Karosserien entworfen hatte. Dazu gehörten je ein Roadster mit oder ohne Türen und drei leicht unterschiedliche, zweisitzige Coupés. Eines davon war als Faux Cabriolet mit Lederbeug auf dem Dach und Sturmbügeln ausgeführt. Gangloff steuerte dazu eigene Interpretationen des vorgegebenen Design-Themas bei.
Wie alle Bugatti war auch der Type 55 als „Rolling Chassis“ erhältlich, also mit fahrbereitem Fahrgestell samt Antrieb und Kühler. Gangloff kleidete mindestens einen Roadster nach eigenem Design ein.

### Type 57
Der Bugatti Type 57 war das am längsten gebaute und erfolgreichste Modell der Marke. Es wurde ebenfalls mit einer Reihe von „Werkskarosserien“ nach Entwürfen von Jean Bugatti angeboten, welche eigenständige Modellnamen, meist von Alpenpässen erhielten.
Als die Stückzahlen nach der Einführung des Typs 57 stark anstiegen erhielt zunehmend auch Gangloff Aufträge zum Bau solcher Karosserien. Allein auf dem Bugatti-Stand am Pariser Automobilsalon 1936 waren zwei der vier Exponate von Gangloff karossiert. Seitens Bugatti war das Vertrauen in Gangloff schließlich so groß, dass darauf verzichtet wurde, Gangloff die Konstruktionspläne zu übermitteln. So kommt es, dass die Gangloff-Kreationen zwar der von Jean Bugatti vorgegebenen Linienführung folgen, aber eigenständige Kreationen mit unterschiedlichen Detaillösungen sind. Die Qualität der Ausführung genügte sowohl im Werk wie auch bei Gangloff höchsten Ansprüchen. Einige geschlossene Exemplare erhielten die von Labourdette entwickelte "Vutotal"-Frontscheibe mit extrem dünnem Rahmen.
Von den 680 bis 710 resp. 830 gebauten Type 57 wurden etwa 180 bei Gangloff karossiert, bedeutend mehr als bei jedem anderen Karossier mit Ausnahme des Werks selber.

#### CabrioletStelvio

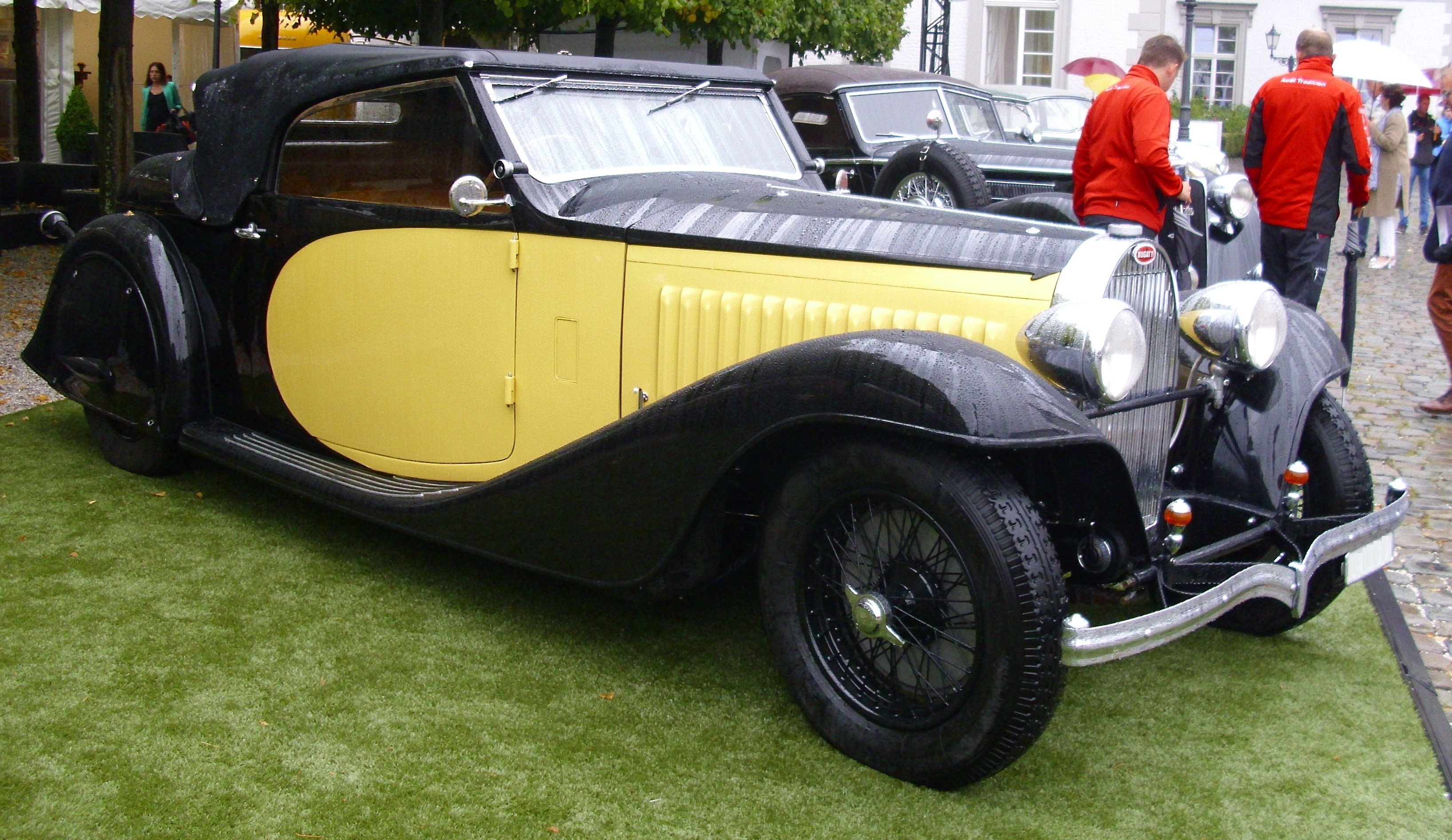
Bugatti Type 57 Cabriolet Stelvio von Gangloff (1934)

Mit der Einführung des Type 57 gab Jean Bugatti seinen Kreationen im Katalog klingende Zusatznamen, meist von Gebirgspässen, die mit Bergrennen und ähnlichen Sportveranstaltungen in Verbindung gebracht wurden: Stelvio, Galibier, Ventoux, Atalante, Aravis und Atlantic. Von den meisten gab es auch eine Variante von Gangloff. Vom zweisitzigen Cabriolet Stelvio wurden in Molsheim gar keine Karosserien hergestellt. Die allermeisten entstanden bei Gangloff in Colmar und einige wenige bei anderen Carrossiers. Stelvio ist der italienische Name für das Stilfser Joch.
Aber auch von den anderen „Werkskarosserien“ Galibier, Ventoux, Atalante und Aravis gab es Gangloff-Versionen; hingegen war das Unternehmen an keinem der vier gebauten Atlantic-Supersportwagen beteiligt.

#### Berline de SportGalibier
Galibier war die Bezeichnung für eine viertürige Sportlimousine ohne B-Säule und mit Portaltüren ohne Griffe an den hinteren Türen. An diesem Design von Jean Bugatti ließen sich die hinteren Türen nur öffnen, wenn die vorderen bereits offen waren. Die erste der drei Serien fiel etwas filigran aus. Gangloff zeigte im Februar 1936 einen Galibier auf dem Bugatti-Stand an der Pariser Automobilausstellung.
Der Galibier war der einzige Viertürer im Bugatti-Katalog.

#### CoachVentoux

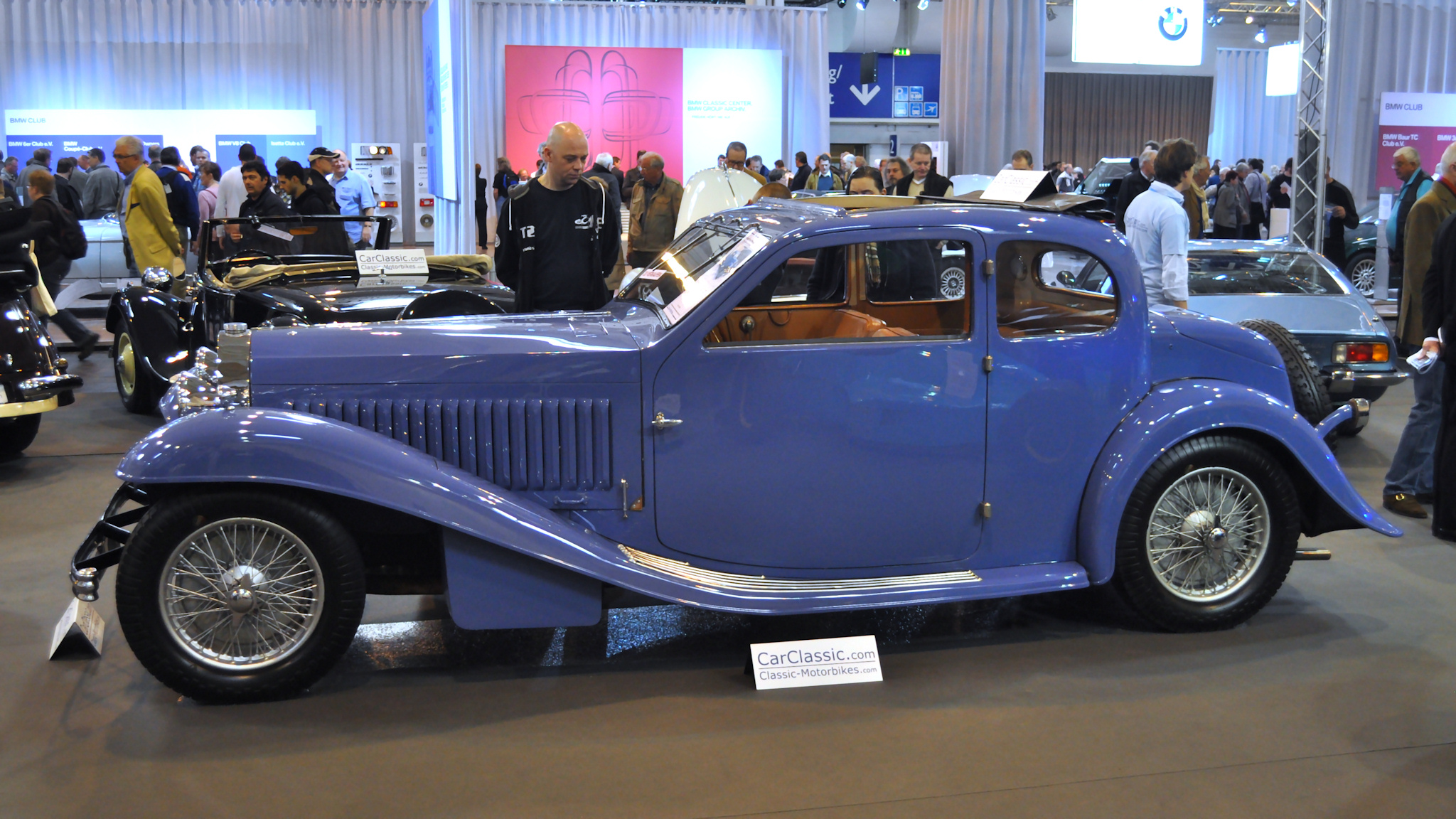
Bugatti Type 57 Ventoux

Der Ventoux war die meistgebaute Version des Type 57. Er war eine zweitürige, viersitzige Ausführung, die damals als Coach bezeichnet wurde. Heute entspricht sie einer zweitürigen Limousine.
Der Name geht auf den Mont Ventoux in der Provence zurück, wo Fahrrad- und Automobil-Bergrennen ausgetragen wurden. Die Linienführung in der 1. Serie ist stark vom Type 50 Coach profilé beeinflusst mit einer etwas weniger flach gestellten Frontscheibe. Der Ventoux war mit oder ohne Seitenfenster in der C-Säule erhältlich. Viele Kunden unterstrichen die für einen Bugatti eher schwer wirkende Karosserie durch Verschalungen an den hinteren Kotflügeln.

#### CoupéAtalante

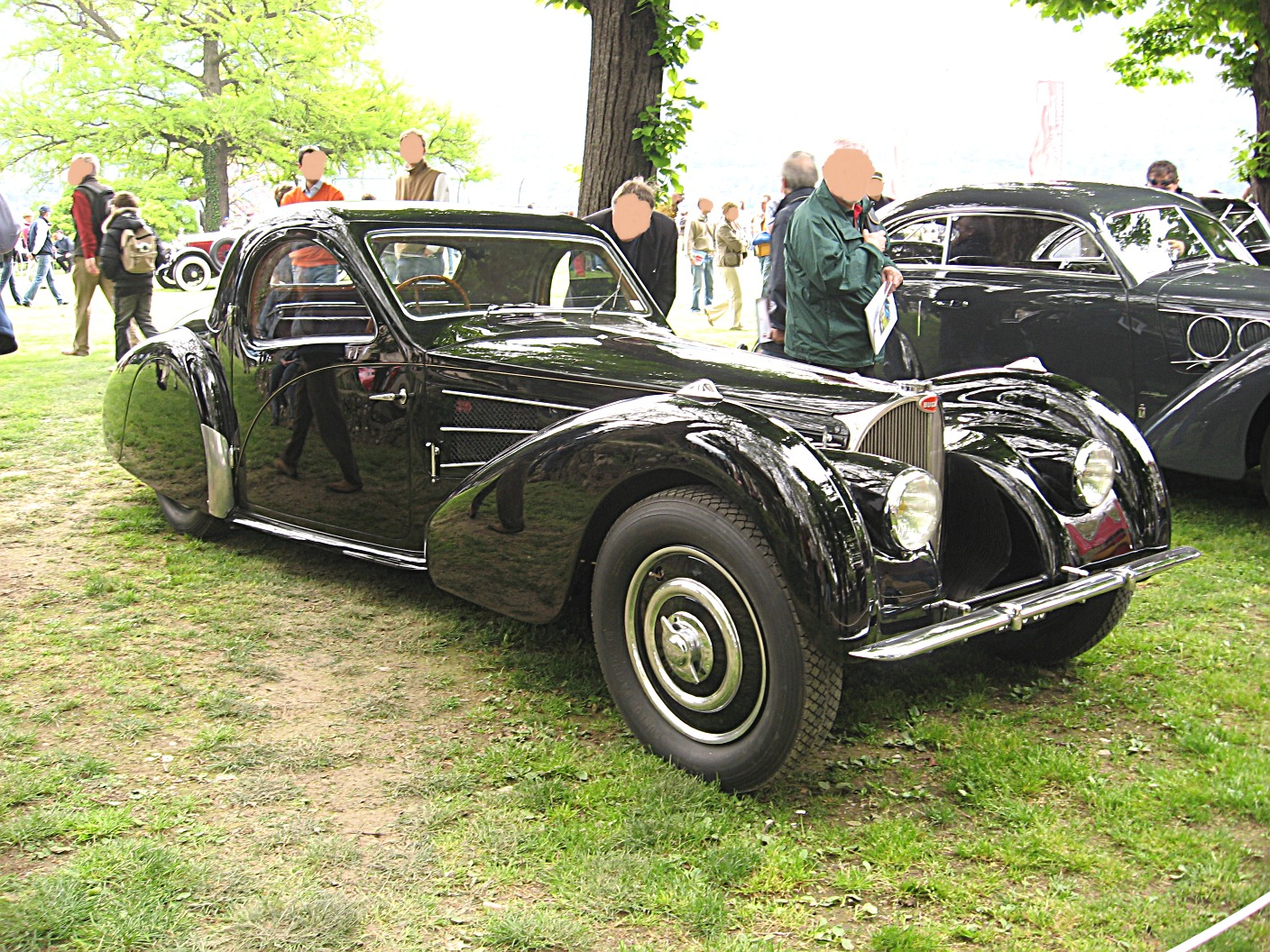
Bugatti Type 57SC Atalante Coupé Gangloff (#57532, 1937)

Der Atalante war ein 2-sitziges, sehr sportliches Coupé, das von 1935 bis 1938 angeboten wurde (Type 57 Serien 1 und 2). Atalante ist eine Figur aus der griechischen Mythologie. Auf Wunsch war ein Stoffschiebedach erhältlich, das sich mittels Handkurbel öffnen ließ und in Schienen geführt wurde. Es umfasste auch den Dachabschluss samt Heckscheibe.
Gangloff hat mehrere Atalante karossiert, darunter auch ein schwarzes Exemplar auf dem S-Fahrgestell (Fahrgestell Nr. 57532).

#### CabrioletAravis
Mit der Serie 3 (ab 1938) ersetzte das Cabriolet Aravis den Atalante und bot gleichzeitig eine sportlichere Alternative zum Stelvio, der eher für längere Touren gedacht war. Gangloff baute 1939 mindestens eine Coupé-Version (Fahrgestell Nr. 57710).
Gemäß einer Quelle wurde der Aravis nur 1939 angeboten.
Der Name geht auf einen Gebirgszug in den französischen Voralpen (Savoyen und Haute-Savoie) zurück.

### Einzelstücke und Eigenkreationen
Gangloff entwarf mit dem Type 57 „Grand Raid“ bereits 1934 einen atemberaubenden Sportwagen als Roadster und Coupé. Diese attraktiven Sportversionen wurden Bugatti als Werkskarosserien offeriert. Jean Bugatti gab aber seinem eigenen Entwurf Aérolithe den Vorzug, der als Type 57SC Atlantic und nur als Coupé ins Programm aufgenommen wurde. Von den etwa 10 gebauten „Grand Raid“ ist möglicherweise einer erhalten geblieben. Es existiert auch ein detailgetreuer Nachbau. Vom Atlantic ließen sich nur vier Exemplare verkaufen.
Einem außerordentlich eleganten und dabei sehr sportlichen Coupé auf Basis des Aravis ging es im folgenden Jahr nicht besser; auch auf dieses wurde in Molsheim zu Gunsten des Atlantic verzichtet.
Für einen Kunden, der eine Alternative von Bugatti zu den ausladenden Kreationen, die Figoni & Falaschi oder Saoutchik hauptsächlich auf Delahaye- und Delage-Chassis umsetzten, entstand bei Gangloff ein einzelnes, sehr extravagantes Cabriolet mit feststehender Windschutzscheibe und üppiger Ornamentierung. Trotz der üppigen Formen gelang es, auch diesen Type 57C Bugatti-typisch sportlich erscheinen zu lassen.

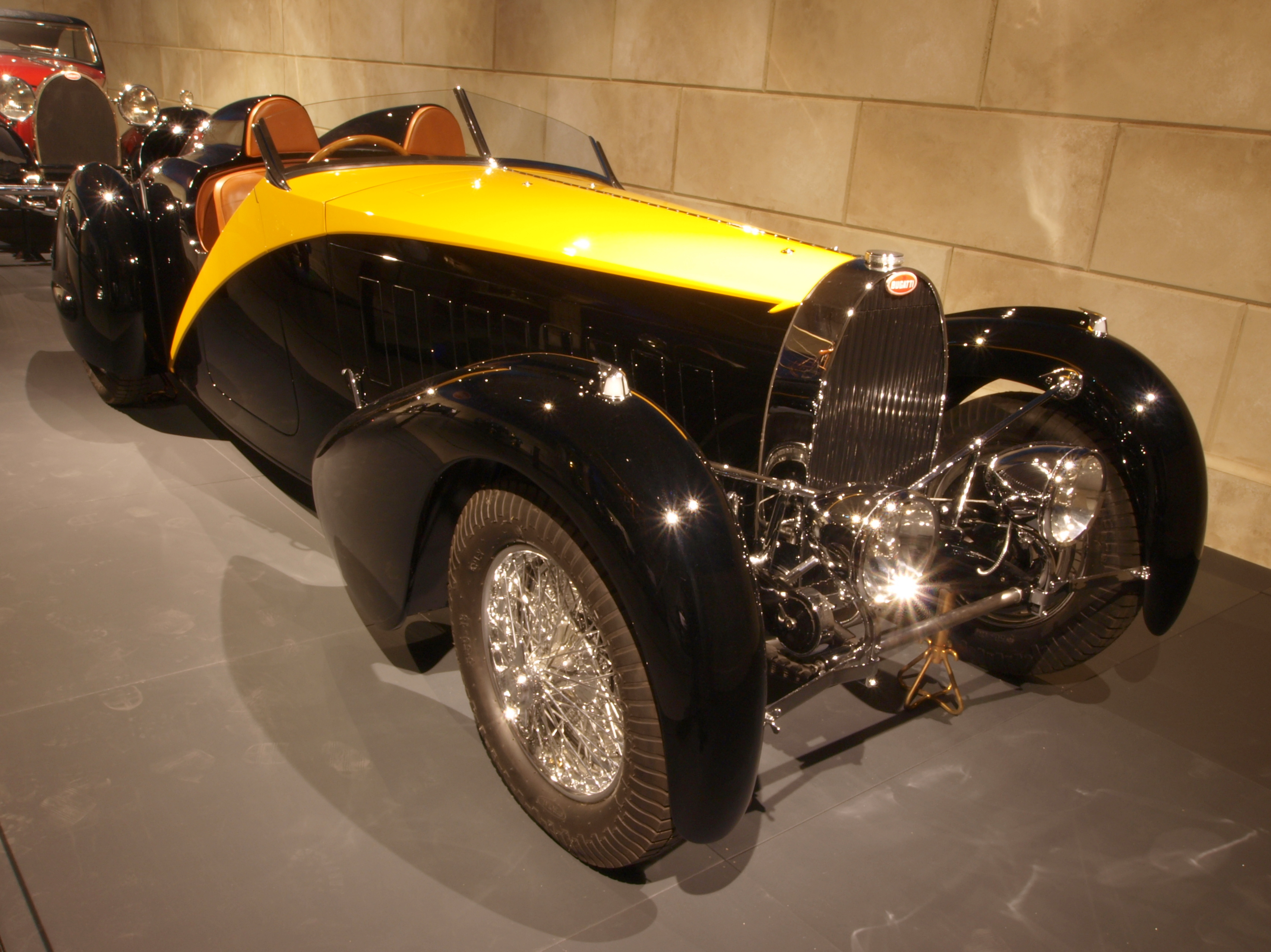
Bugatti Type 57 Grand Raid Roadster Recreation (Design Gangloff von 1934)
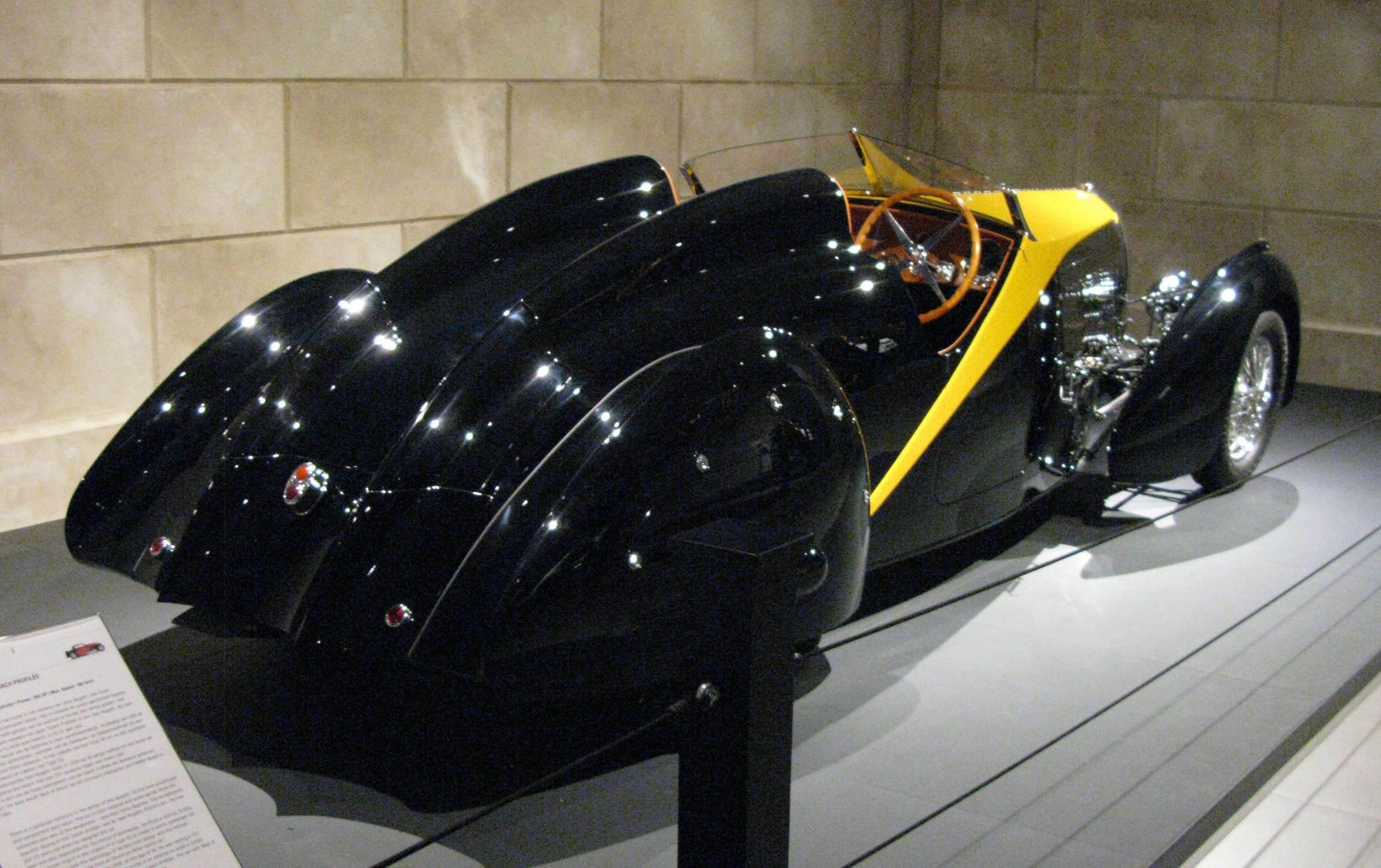
Heckansicht des Grand Raid
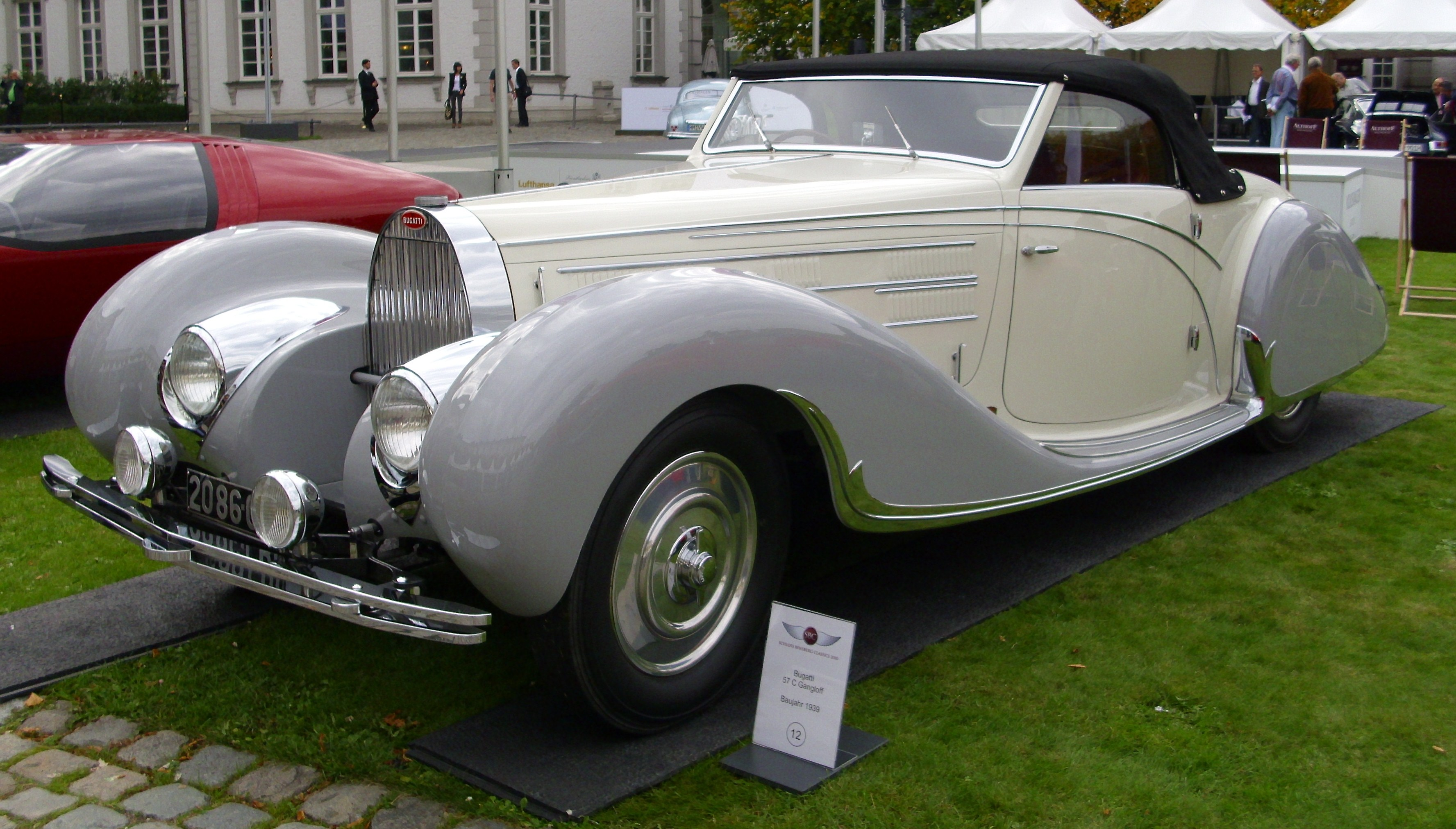
Cabriolet von Gangloff auf dem Chassis des Type 57C (1938–1939)

Mit dem Cabriolet profilée schuf Gangloff 1937 eine ebenso sportliche wie elegante Neuinterpretation des Grand Raid auf dem neuen SC-Fahrgestell.

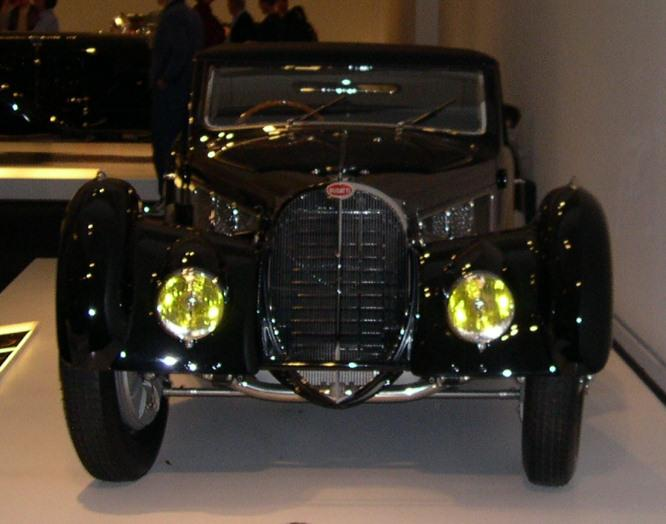
Bugatti Type 57SC Cabriolet profilée von Gangloff Colmar (1937)
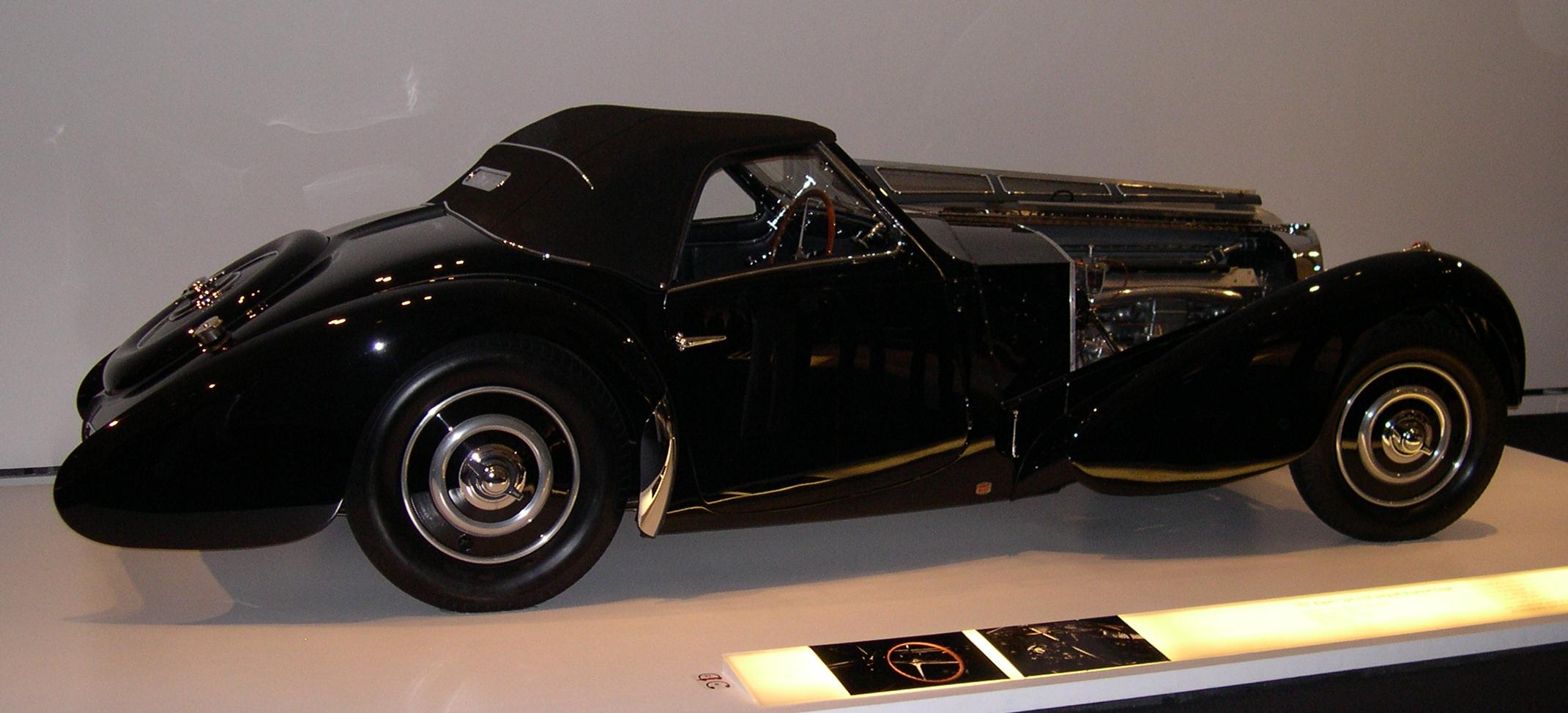
Seitenansicht desCabriolet profilée
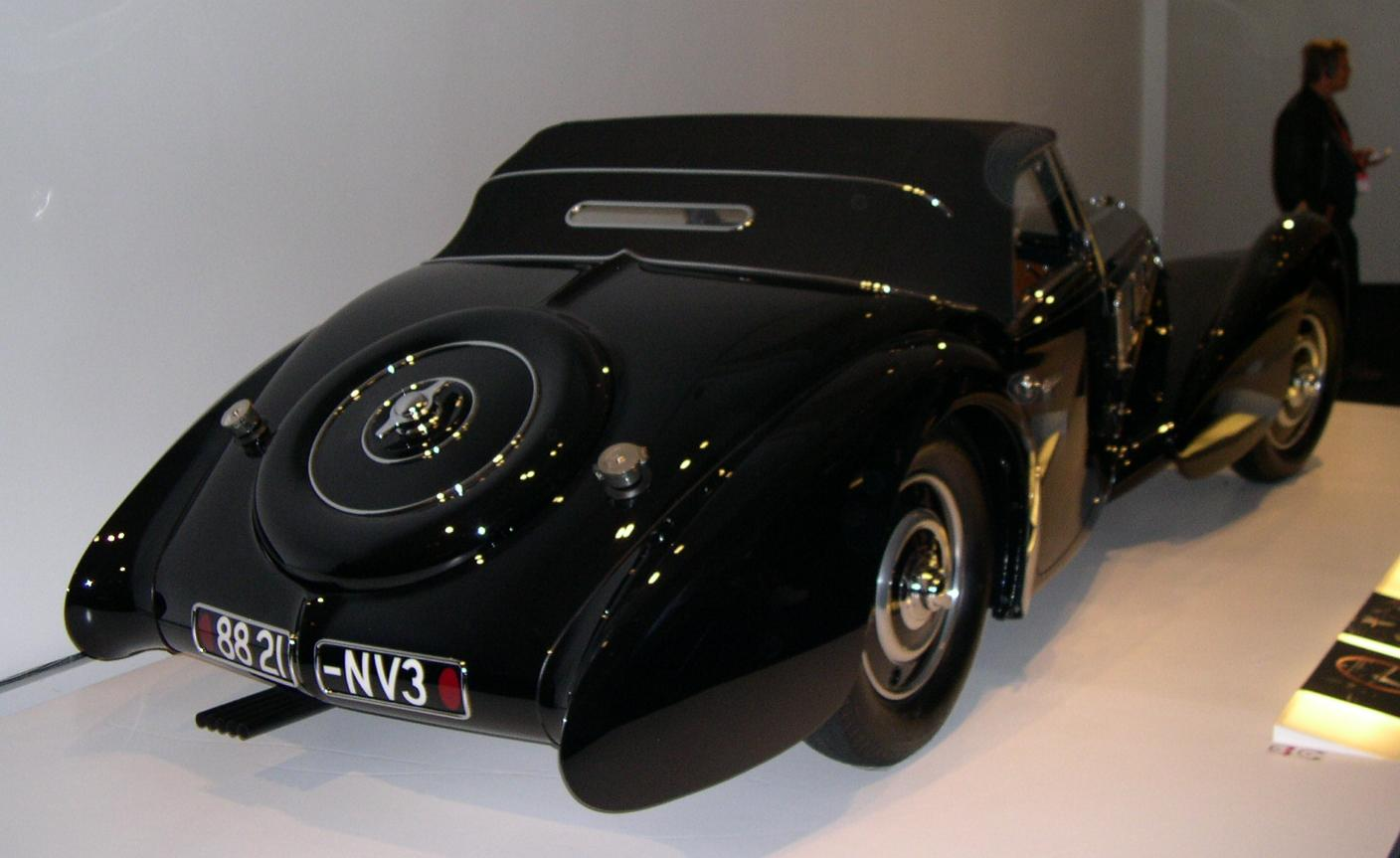
Heckansicht des Cabriolet profilée

### Type 64
Der Type 64 wurde als Prototyp für einen Nachfolger des Type 57 konzipiert. Die Konstruktion entstand unter der Aufsicht von Jean Bugatti, der wohl auch den Design-Entwurf beisteuerte. Das Fahrzeug hat ein komplett neues Fahrgestell, bei dem je zwei U-förmige Profile aus besonders zugfestem Duraluminium zu Längsträgern für den Kastenrahmen zusammengenietet wurden. Diese Träger waren zudem mehrfach gekröpft: Vorn und hinten für die Aufnahmen der Achsen und mittig nach außen um mehr Platz für die Passagiere zu gewinnen. Dazu wurde auch, aktuellen Tendenzen aus den USA folgend, der Motor weiter nach vorn gerückt.
Gangloffs Aufbau ist gestreckt und elegant. Er kann als Coach mit Fließheck für vier Personen umschrieben werden. Die Front wurde um den Kühler eines Type 57 S entwickelt. Durch dessen nach vorn gerückte Position fanden die verchromten Scheinwerfer eine Position zwischen der Motorhaube und den tropfenförmigen "Ponton"-Kotflügeln. Die Linie orientiert sich am Thema, das Jean Bugatti mit den Type 57 Varianten Aérolithe und Atlantic in radikalerer Ausrichtung vorgegeben hatte. Deren charakteristisches Merkmal, eine längs über die Karosserie genietete Blechnaht, findet sich am Type 64 im Blech angedeutet wieder. Für einen Bugatti ungewöhnlich sind die beiden in die vorderen Kotflügel eingelassenen, voll verschalten Ersatzräder. Die hinteren Kotflügel weisen modische Verschalungen auf.
Die Entwicklung des Type 64 wurde nach Jean Bugatti Tod im August 1939 nicht fortgesetzt. Das Fahrzeug verblieb im Besitz des Unternehmens und gelangte wahrscheinlich 1964 mit dem Verkauf der Werkanlagen samt Inventar in den Besitz der Brüder Hans (1904–1989) und Fritz Schlumpf (1906–1992) und danach in die Sammlung der Cité de l’Automobile in Mulhouse.
Wie zeitgenössische Aufnahmen zeigen, war dieses Gangloff-Coupé ursprünglich hell lackiert. Es präsentiert sich heute in schwarz mit ebensolchen Speichenrädern. Diese Farbgebung erhielt es wohl noch im Werk in Molsheim. 2009 wurde der einzige gebaute Type 64 so weit restauriert, dass er gelegentlich gefahren werden kann. Eine komplette Restaurierung ist nicht vorgesehen.

### Type 101

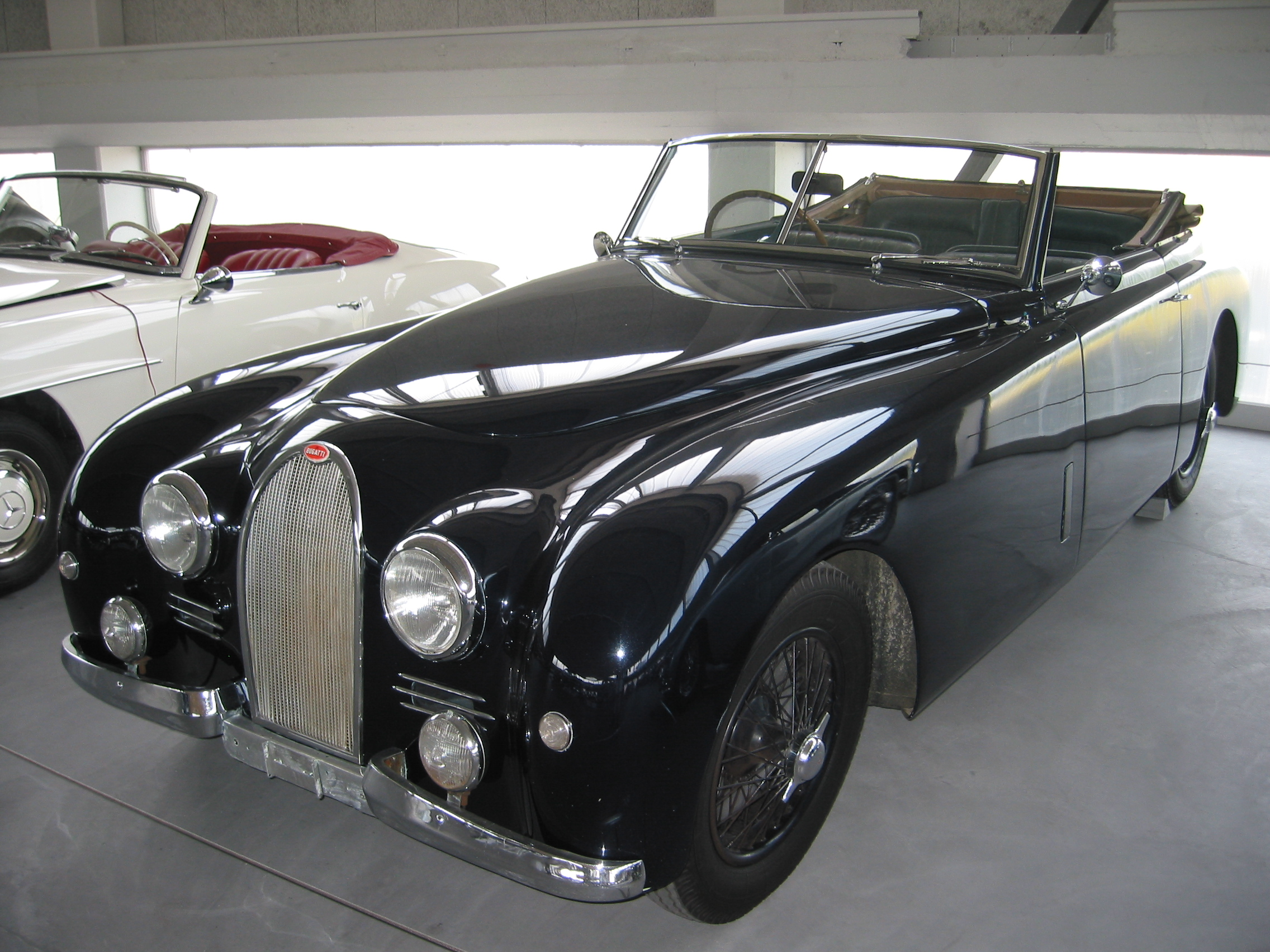
Bugatti Type 101 Cabriolet Gangloff (1951)

Der Type 101 war der letzte Bugatti für die Straße. Er entsprach technisch weitgehend dem Type 57 und war eine Notlösung, weil für eine vorgesehene Neukonstruktion die Mittel fehlten.
Nach dem Tod Ettore Bugattis 1947 litt das Unternehmen unter unklaren Besitzverhältnissen. Schließlich wurden nur sechs Exemplare gebaut. Immerhin zwei davon, die Fahrzeuge mit den Chassis-Nummern 101.501 und 101.503, erhielten fast identische Cabriolet-Aufbauten aus Colmar. Gangloff entwarf sie 1951 im modischen Ponton-Stil, also ohne abgesetzte Kotflügel und mit integrierten Scheinwerfern. Auf dem Fahrgestell eines Type 57 (Nr. 57454) entstand 1952 eine sehr ähnliche Coupé-Karosserie.
Die Illustration eines Gangloff-Cabriolets zierte das Titelblatt des Type 101-Prospekts.

## Aufbauten für Busse

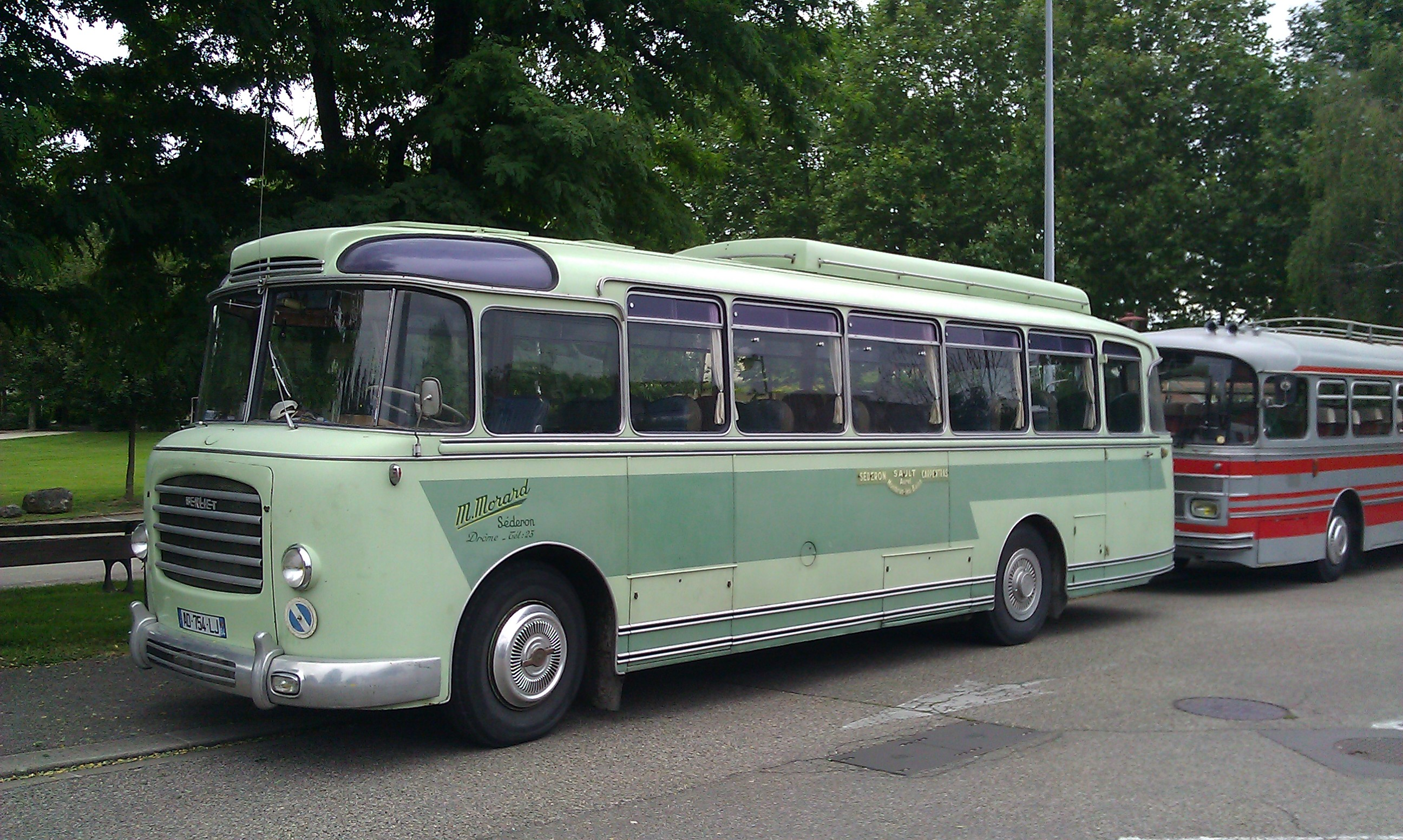
Berliet PLB 8 Bus mit einer Karosserie von Gangloff (1952–1957)

Nach dem Zweiten Weltkrieg ging die Nachfrage nach Sonderaufbauten allgemein stark zurück. Die meisten Hersteller solcher Fahrgestelle passten sich an die Gegebenheiten an und brachten preiswertere Modelle heraus. Viele mussten auch ganz aufgeben. Technisch brachte die Einführung der selbsttragenden Karosserie sowohl bezüglich Qualität wie auch Herstellungskosten einen großen Fortschritt, sodass auch aus dieser Sicht Einzelanfertigungen keinen Sinn mehr machten. In Frankreich wurde die Entwicklung beschleunigt, als die Regierung de Gaulle Autos mit hohen Luxussteuern belegte. Dies beschleunigte den Untergang der traditionsreichen französischen Grandes Routières. Bugatti war nur einer der betroffenen Hersteller; andere waren Delage, Delahaye Talbot-Lago (eigentlich eine inoffizielle Bezeichnung), Hotchkiss oder Salmson. Panhard & Levassor hatte Weitsicht bewiesen und bereits unmittelbar nach dem Krieg eine zunächst erfolgreiche Umstellung auf kleine und innovative Personenwagen vorgenommen.
Die erwähnte Abhängigkeit von Bugatti-Aufträgen hat wohl das Ende des PKW-Karosseriebaus bei Gangloff in Colmar beschleunigt. Wie das Mutterhaus in der Schweiz, versuchte auch Gangloff in Colmar in den Nutzfahrzeugbereich zu diversifizieren. Für Berliet entstanden so einige Omnibus-Karosserien auf dem Fahrgestell des Typs PLB 8.
Das Unternehmen in Colmar scheint noch viele Jahre nach Aufgabe des Karosseriebaus bestanden zu haben. In der Schweiz endete der PKW-Karosseriebau bei Gangloff mit dem Zusammenbruch der Georges Gangloff SA. Die Niederlassung in Bern wurde verkauft und spezialisierte sich als Neue Carrosserie Gangloff AG auf Kabinen für Seilbahnen und Schmalspur-Rollmaterial; als Gangloff Trailers ist das Unternehmen nach einer Neustrukturierung der Gangloff AG heute deren Standbein für Nutzfahrzeugaufbauten und LKW-Anhänger.

### Bugatti
- conceptcarz.com: Bugatti Type 46S (englisch) (abgerufen am 6. Februar 2013)
- conceptcarz.com: Bugatti Type 50 Gangloff (englisch) (abgerufen am 1. Oktober 2014)
- conceptcarz.com: Bugatti Type 57S (englisch) (abgerufen am 6. Oktober 2014)
- ritzsite.nl: Bugatti Type 57: The crown on the myth (englisch) (abgerufen am 29. Juli 2013)
- ritzsite.nl: Bugatti Type 57 Atalante (englisch) (abgerufen am 29. Juli 2013)
- ritzsite.nl: Bugatti Type 57 Atlantic (englisch) (abgerufen am 29. Juli 2013)
- ritzsite.nl: Bugatti Type 57 Galibier (englisch) (abgerufen am 29. Juli 2013)
- ritzsite.nl: Bugatti Type 57 Stelvio (englisch) (abgerufen am 29. Juli 2013)
- ritzsite.nl: Bugatti Type 57 Ventoux (englisch) (abgerufen am 29. Juli 2013)
- ritzsite.nl: Bugatti Type 57 Aravis (englisch) (abgerufen am 13. September 2013)
- ritzsite.nl: Bugatti Type 57 Specials (englisch) (abgerufen am 29. Juli 2013)
- ritzsite.nl: Car of the Month, October 2005. Bugatti Type 57C Roadster (Gangloff) (englisch) (abgerufen am 5. Februar 2013)
- Bonhams Auktionen: Paris Expo, Porte de Versailles Automobiles d'Exception, 9. Februar 2008: Lot Nr, 168; Bugatti Type 57 Coach Gangloff, Chassis Nr. 57546 (englisch) (abgerufen am 4. Februar 2013)
- artcurial.com: Salon Rétromobile, Paris 2013; Lot 364: Bugatti Type 57C Ventoux #57452 / 57308 (1936) (Memento vom 2. Februar 2016 im Internet Archive) (französisch/englisch)
- supercars.net: Bugatti Type 57S (1935) (englisch) (abgerufen am 14. September 2013)
- conceptcarz.com: Bugatti Type 57S Stelvio, Chassis Nr. 57396 (1937) (englisch) (abgerufen am 24. April 2013)
- conceptcarz.com: Bugatti Type 57 Aravis Coupé Gangloff, Chassis Nr. 57710 (1939) (englisch) (abgerufen am 25. April 2013)
- ultimatecarpage.com: Nr. 3967 / Bugatti Type 57 SC Coupe Atalante Gangloff, Chassis Nr. 57532 (1937) (englisch) (abgerufen am 25. September 2014)